# Quinton (Warwickshire)
 (avril 2023).
Si vous disposez d'ouvrages ou d'articles de référence ou si vous connaissez des sites web de qualité traitant du thème abordé ici, merci de compléter l'article en donnant les références utiles à sa vérifiabilité et en les liant à la section « Notes et références ».
Pour les articles homonymes, voir Quinton.
Quinton est une paroisse civile du Warwickshire, en Angleterre, dans la région des Midlands de l'Ouest.

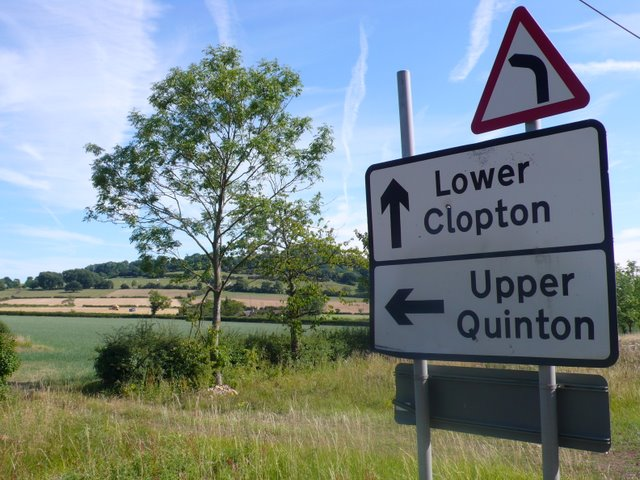
Panneaux routiers à proximité de Quinton